# لانت‌تولاتیکو

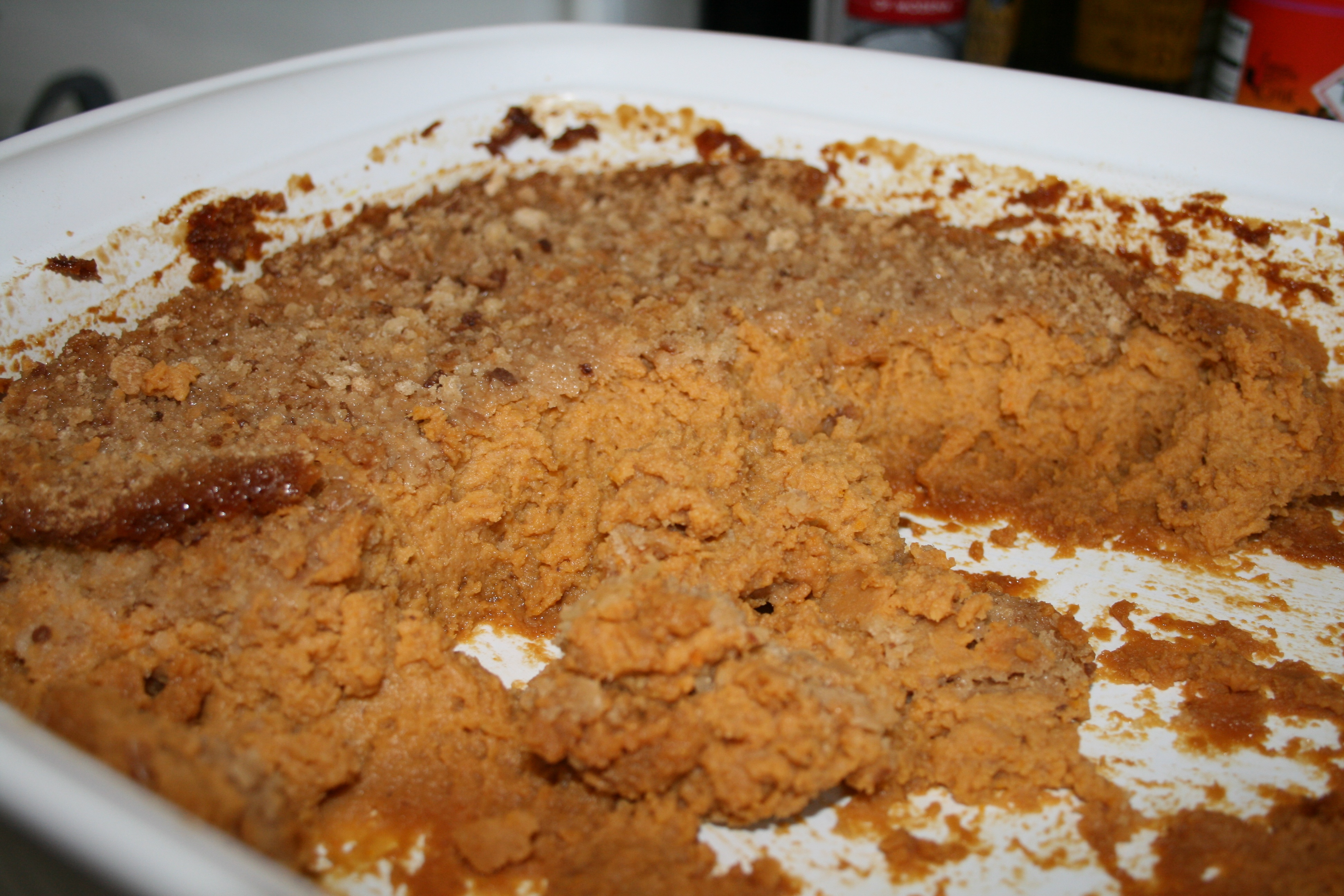
لانت‌تولاتیکو

لانت‌تولاتیکو (انگلیسی: Lanttulaatikko) یا kålrotslåda (دیزیِ شلغم زرد) یک خوراک سنتی فنلاندی است که در کریسمس سرو می‌شود. این غذا معمولاً در کنار ژامبون، ماهی یا سایر گوشت‌ها به عنوان یک پیش‌غذا یا غذای فرعی میل می‌شود.
برای تهیه لانت‌تولاتیکوی سنتی، شلغم زرد را می‌پزند و له می‌کنند. سپس آن را با مخلوطی از خرده نان، تخم مرغ، خامه، شیره، کره، نمک و ادویه‌های مختلف (مانند زنجبیل، دارچین و جوز هندی) ترکیب می‌کنند تا مزه آن غنی‌تر و شیرین‌تر شود. این ترکیب را در یک ظرف مخصوص فر می‌ریزند و روی آن را با چنگال طرح‌های زیبایی ایجاد می‌کنند یا با خرده نان می‌پوشانند. سپس ظرف را به مدت یک ساعت و نیم در فر با دمای ۱۷۵ درجه سانتی‌گراد (۳۴۷ درجه فارنهایت) می‌پزند.